# Mancha de la hoja

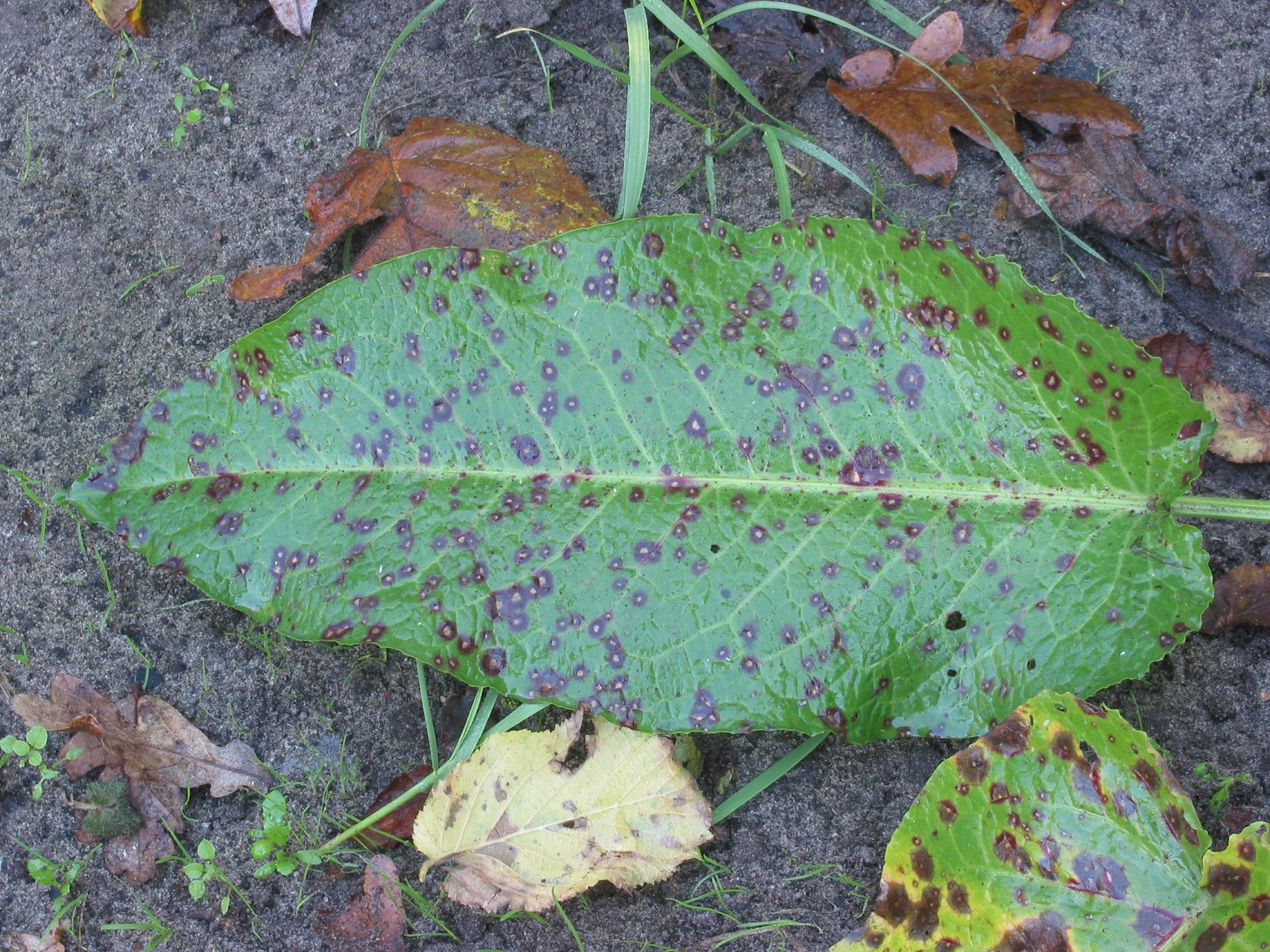
Manchas en las hojas de romaza (Rumex obtusifolius) causadas por Ramularia rubella.

Las manchas de las hojas son áreas necróticas redondeadas, halladas en las hojas de muchas especies de plantas, mayormente causada por fungi y/o bacterias parásitos. 
Una típica mancha es "zonal", significando que tienen bordes definidos, con frecuencia negruzco. Cuando muchas manchas se presentan, pueden crecer juntas y convertirse en una roya o en un manchón eruptivo. Las manchas fúngicas son usualmente redondeadas o de forma libre.
En muchos casos, esas manchas son solo un problema cosmético, pero hay casos que traen efectos económicos en criaderos o en floricultura.